# Barra da Tijuca
Barra da Tijuca (a volte indicato semplicemente come Barra) è un quartiere (bairro) della Zona Ovest della città di Rio de Janeiro in Brasile.
Barra da Tijuca è una delle quattro località individuate per ospitare le gare delle olimpiadi estive del 2016, insieme a Deodoro, Copacabana e Maracanã.

## Amministrazione
Barra da Tijuca fu istituito come bairro a sé stante il 23 luglio 1981 come parte della omonima Regione Amministrativa XXIV del municipio di Rio de Janeiro.
Il bairro può a sua volta suddividersi in entità inferiori, talvolta definiti sub-bairros:
- Jardim Oceânico
- Largo da Barra
- Península
- Tijucamar
- Riviera da Lagoa
- Cidade Jardim
- Blue Das Américas
- Rio 2 Barra
- Ilha Pura